# Bart Layton
Bartholomew Nicholas Layton, meglio noto come Bart Layton (Londra, 1975), è un regista e sceneggiatore britannico.

## Biografia
Layton è nato nel 1975 nel quartiere londinese di Hammersmith da due genitori artisti: uno scultore e una pittrice e direttrice di teatro. Dopo aver collaborato nella realizzazione di una serie di documentari televisivi, tra cui alcuni episodi della serie Prigionieri di viaggio, nel 2012 Layton ha fatto il suo debutto nel mondo del cinema dirigendo il documentario L'impostore - The Imposter su Frédéric Bourdin, un uomo francese che aveva rubato l'identità, tra gli altri, a un adolescente disperso nel Texas. Il documentario è stato premiato ai premi BAFTA 2013 come miglior esordio di un regista, sceneggiatore o produttore britannico e ai British Independent Film Awards come miglior documentario e miglior regia di un esordiente.
In seguito ha scritto e diretto il film American Animals, ispirato alla vera storia di una rapina avvenuta alla Transylvania University di Lexington nel 2004, scoperta da Layton leggendo una rivista. Il film, uscito nelle sale nel 2018, intervalla scene recitate da attori (Evan Peters, Barry Keoghan, Blake Jenner e Jared Abrahamson) con interviste a persone reali, tra cui gli organizzatori stessi della rapina.

## Filmografia

### Cinema
- L'impostore - The Imposter (The Imposter) (2012)
- American Animals (2018)

### Televisione
- The Trouble with Black Men - serie TV, 1 episodio (2004)
- Becoming Alexander, co-diretto con Paul Sapin - film TV (2005)
- Prigionieri di viaggio (Banged Up Abroad) - serie TV, 2 episodi (2006-2007)
- 16 for a Day, co-diretto con Corinna Faith e Phil Lott - film TV (2006)

## Riconoscimenti
- 2012 – Sundance Film Festival[10]
  - Candidatura al Premio della giuria: World Cinema Documentary, per L'impostore – The Imposter

- 2012 – British Independent Film Awards[5][11]
  - Miglior documentario, per L'impostore – The Imposter
  - Premio Douglas Hickox al miglior regista esordiente, per L'impostore – The Imposter
  - Candidatura al miglior film, per L'impostore – The Imposter
  - Candidatura al miglior regista, per L'impostore – The Imposter

- 2013 – British Academy Film Awards[4][12]
  - Miglior esordio britannico da regista, sceneggiatore o produttore, per L'impostore – The Imposter
  - Candidatura al miglior documentario, per L'impostore – The Imposter

- 2013 – Kansas City Film Critics Circle Awards[13]
  - Miglior documentario, per L'impostore – The Imposter

- 2018 – Sundance Film Festival[14]
  - Candidatura al Gran premio della giuria: U.S. Dramatic, per American Animals